# 賴梅
賴梅（16世紀—16世紀），字汝和，江西南昌府豐城縣人，明朝政治人物。

## 生平
賴梅是嘉靖三十一年（1552年）壬子科江西鄉試舉人，授太湖知縣，有某豪強誣陷家人死罪，他設法申免，三個月後因母親逝世回鄉，服闋後補任桂陽知縣，到任後拜訪周敦頤故居，並修葺祠祀、撫輯流民，令強悍的峒民亦歸附，豪民何曰苹以弟殺兄論死，以重賂求釋，他始終按法懲治，上級呈上功績以應給，他卻忤逆當道而辭官，行李蕭然，著有《春秋題意》、《耕讀埜稿》。

## 引用
1. 1 2  同治《豐城縣志·卷十三·人物志三》：賴梅，字汝和，邑郛人，博通經籍，工古文詞，領嘉靖鄉薦，授太湖知縣，有宦豪強某以非法誣家人死罪，羅織已成，梅得實力伸豁之，甫三月丁內艱歸，卜葬廬墓三年，起補桂陽，蒞任訪周濂溪故跡，修飭祠祀、撫輯流徙，峒民獷悍者悉歸附，豪民何曰苹以弟殺兄當論死，重賂求釋，梅卒按如律，按院上其績以應給，拂當道意致政歸，囊橐蕭然，著有《春秋題意》、《耕讀埜稿》。
2. ↑  同治《豐城縣志·卷八·選舉》：嘉靖三十一年壬子鄉試……賴梅 邑郛人，太湖知縣，有傳